# Rendez-moi mon fils !

Rendez-moi mon fils ! (Long Lost Son) est un téléfilm germano-américain réalisé par Brian Trenchard-Smith et diffusé le 24 juillet 2006 sur Lifetime.

## Fiche technique
- Réalisation : Brian Trenchard-Smith
- Scénario : Richard Blade (en)
- Musique : David Reynolds
- Société de production : Regent Entertainment
- Durée : 97 minutes
- Pays :  Allemagne,  États-Unis
- Lieu de tournage : Îles Turques-et-Caïques

## Distribution
- Gabrielle Anwar (VF : Nathalie Karsenti) : Kristen Sheppard / Halloran / Collins
- Craig Sheffer (VF : Constantin Pappas) : Quinn Halloran / John Williams
- Chace Crawford (VF : Yoann Sover) : Matthew Williams / Mark Halloran
- Philip Granger : Ronnie
- Richard Blade (en) (VF : Patrick Messe) : Patrick
- Dennis Garber (VF : Pierre Dourlens) : agent Bodden
- Ian Robison (VF : Luc Florian) : Steve
- Joshua Friesen : Mark à 4 ans
- Michael McConnohie : Bill, capitainerie du port
- Holly Fulger (en) : Marge
- Gwen Van Dam : voyagiste
- Shirley Brown : passagère âgée
- Julius Noflin : employé des services d'immigration
- Terrance Rodgers : chauffeur de taxi

- Version française
  - Studio de doublage : Audiophase
  - Direction artistique : Claire Guyot
  - Adaptation des dialogues : Rachel Campard

 Selon le carton du doublage français télévisuel.